# Hexhamshire High Quarter
Hexhamshire High Quarter var en civil parish 1866–1955 när det uppgick i Hexhamshire, i grevskapet Northumberland i England. Civil parish var belägen 11 km från Hexham och hade 125 invånare år 1951.